# Pilea rotundinucula
Pilea rotundinucula är en nässelväxtart som beskrevs av Bunzo Hayata. Pilea rotundinucula ingår i släktet pileor, och familjen nässelväxter. Inga underarter finns listade i Catalogue of Life.

## Bildgalleri

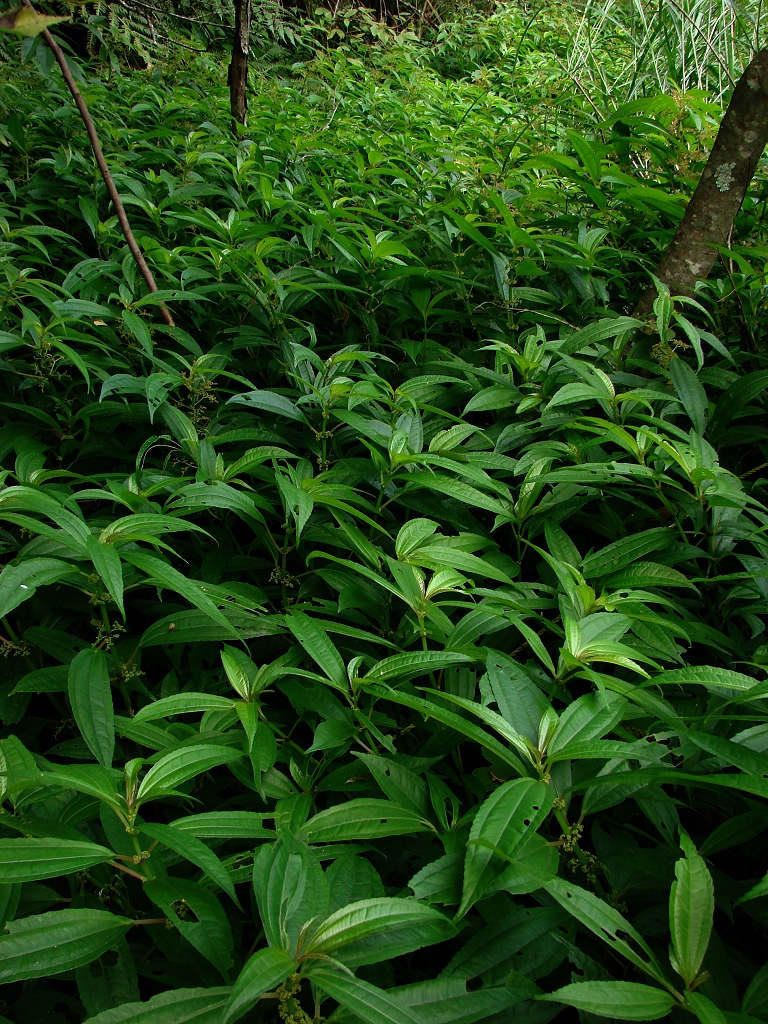
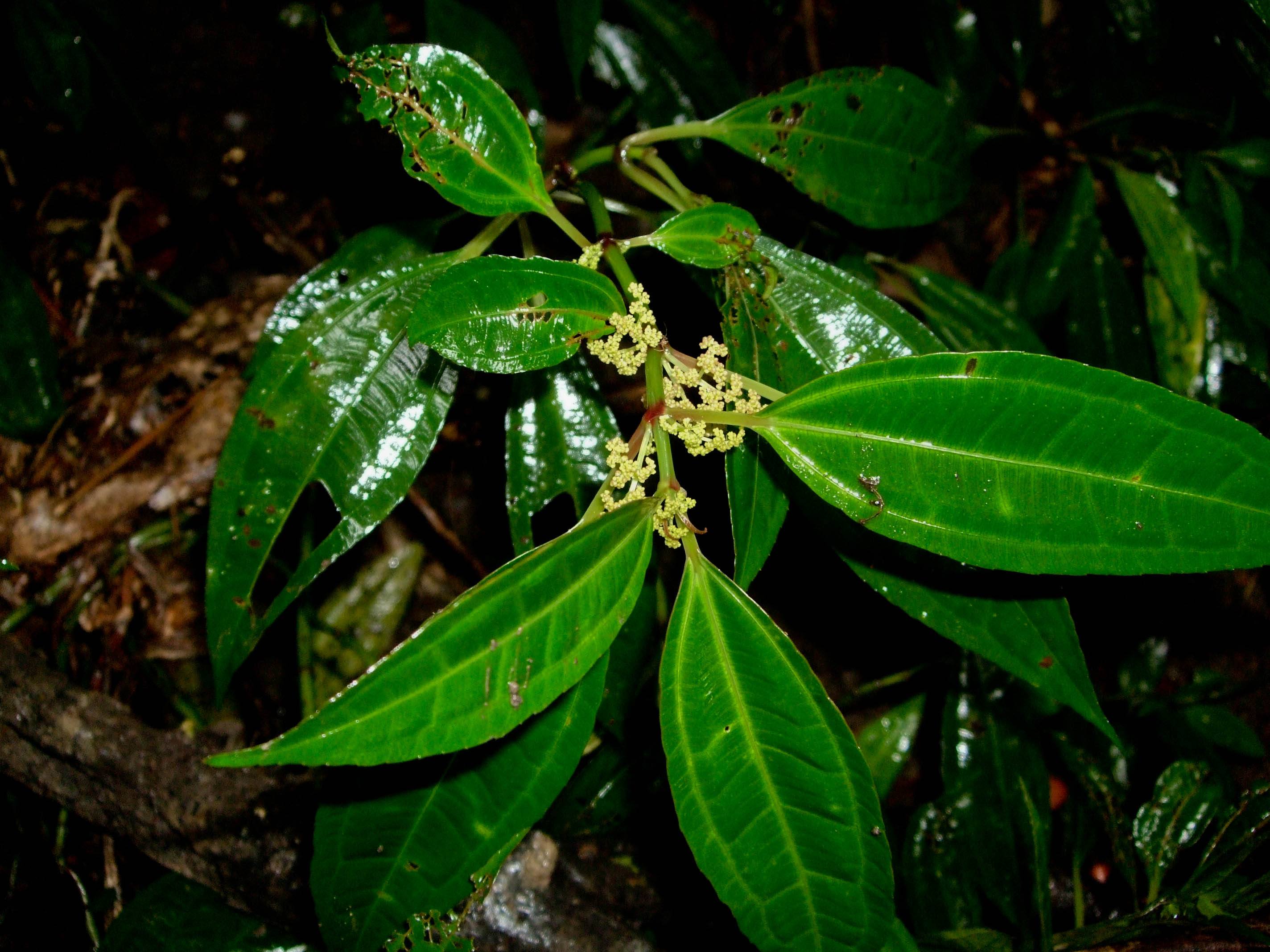
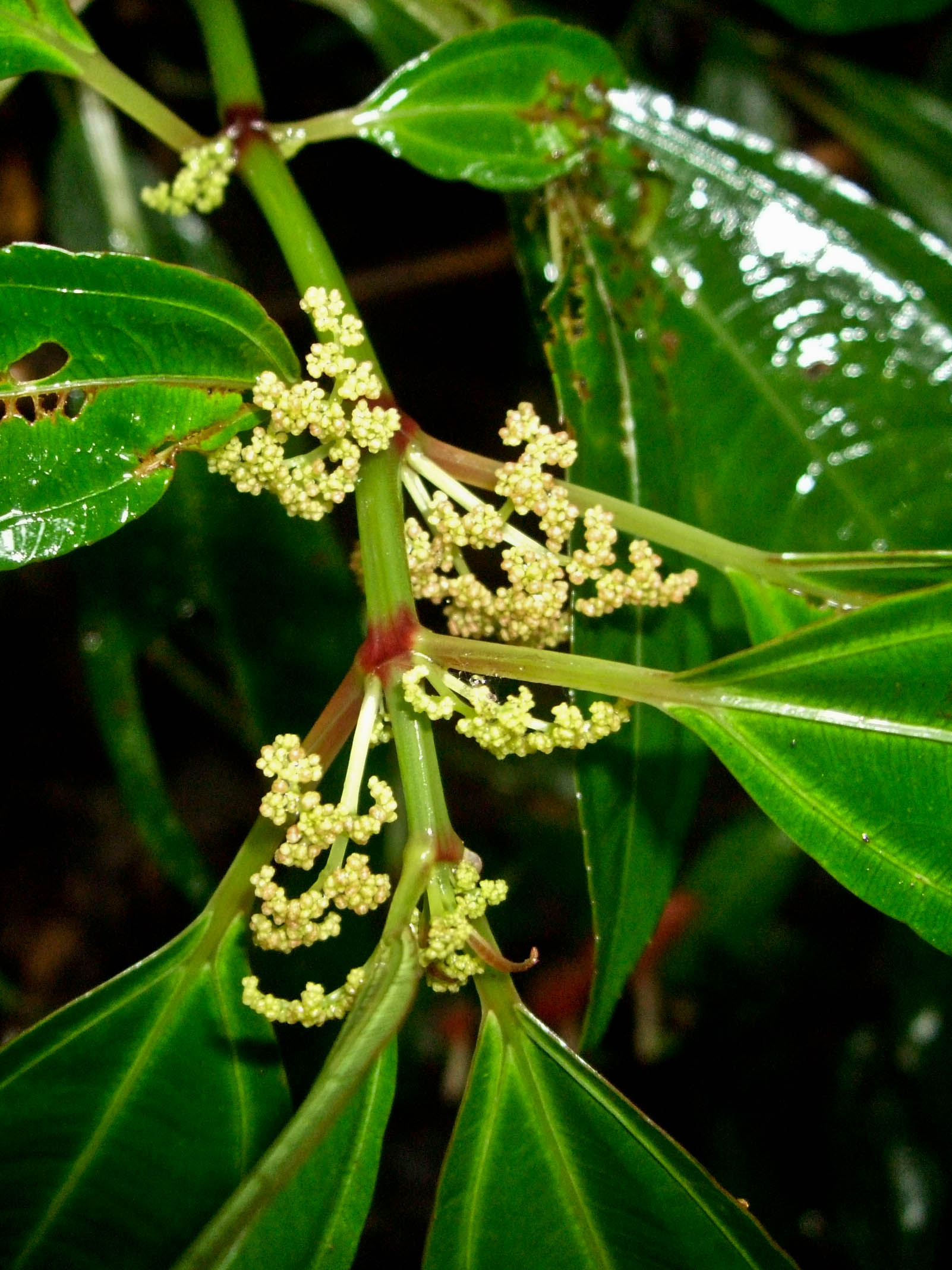
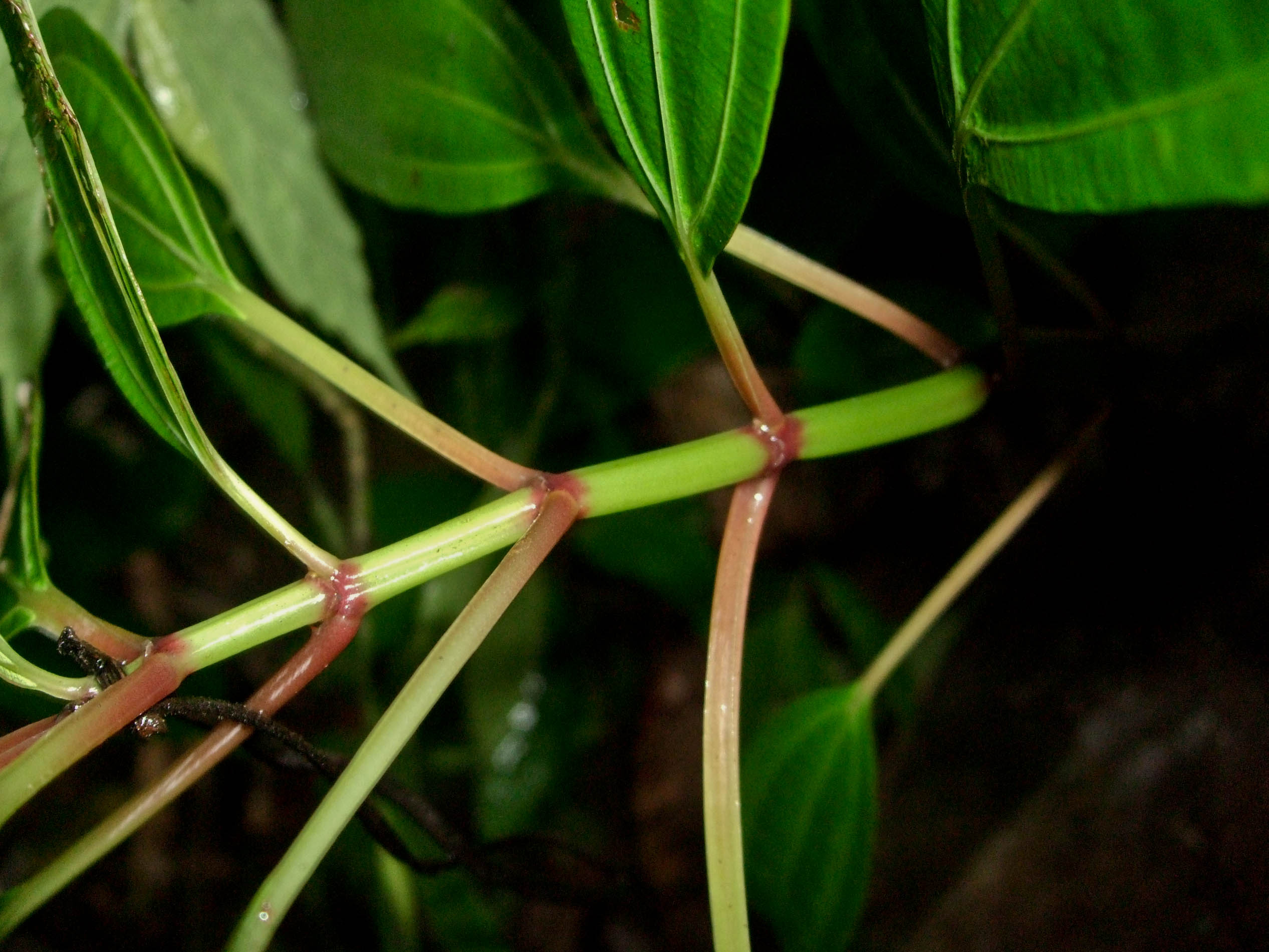
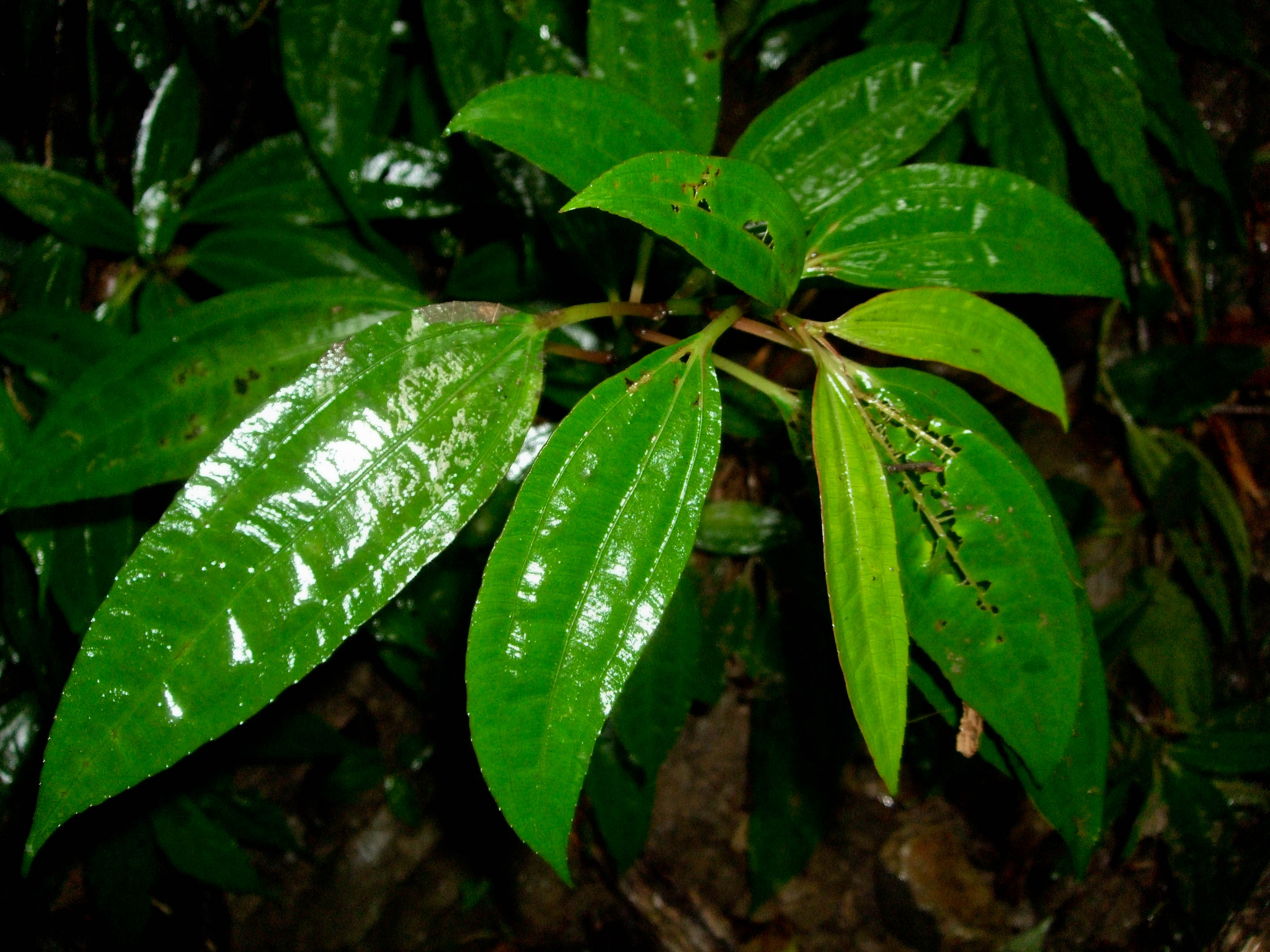